# Humor Paulistano - A Experiência da Circo Editorial, 1984-1995
Humor Paulistano - A Experiência da Circo Editorial, 1984-1995 é um livro que conta a história da Circo Editorial e traz uma coletânea dos principais quadrinhos publicados pela editora, feitos pelos quadrinistas Alcy, Angeli, Chico Caruso, Glauco Villas Boas, Laerte Coutinho, Luiz Gê e Paulo Caruso. O livro, publicado pela SESI-SP Editora foi organizado por Toninho Mendes, fundador da Circo. O livro traz textos históricos seguidos da republicação de quadrinhos selecionados. A primeira parte traz o jornalista Ivan Finotti falando sobre Toninho Mendes e Waldomiro Vergueiro sobre a revista Chiclete com Banana, seguido por 100 páginas selecionadas desta revista. A segunda parte traz texto de Nobu Chinen sobre a revista Circo, seguido por 100 páginas desta publicação. Na sequência, Paulo Ramos fala sobre a revista Geraldão e a obra de Glauco, com mais 100 páginas selecionadas. A quarta parte tem texto de Marcelo Alencar sobre a revista Piratas do Tietê, com 50 páginas selecionadas. Por fim, Toninho Mendes e Roberto Elísio dos Santos fecham o livro com um texto sobre o humor tipicamente paulistano criado pelas revistas da Circo. O livro ganhou o Troféu HQ Mix de 2015 nas categorias "melhor livro teórico" e "melhor projeto editorial".